# Pettinato and The pessi-Mystics
Pettinato and the Pessi-Mystics fue un proyecto musical de Roberto Pettinato con el cual grabó y lanzó un disco en el año 2000.

## Historia
Pettinato empezó su carrera musical como saxofonista de la legendaria banda Sumo, la cual se disolvió en 1987 tras el fallecimiento de su cantante, el italiano Luca Prodan.De los miembros de Sumo, se formaron 2 bandas diferentes: Las Pelotas por un lado y Divididos por otro. Mientras tanto Pettinato se concentró en una exitosa carrera televisiva.
En noviembre del año 2000, en el medio de una charla informal entre Pettinato y José "Pepe" Navarro sobre tendencias musicales y estéticas, se dio forma al proyecto que se llamaría poco tiempo después Pettinato and the Pessi-mystics[cita requerida].Tras unas horas de charla, se decidió formar una banda ad hoc, integrada por Javier Saiz (guitarra), Salvador "El Rojo" Agustoni (bajo) y el ya mencionado José Navarro en batería.  El disco básicamente fue grabado sin ensayo alguno y casi totalmente en vivo en dos noches en los estudios "El Pie" de Buenos Aires. En algún momento se sumaron otros músicos que colaboraron como Peter (bajista y futuro cantante de la banda Los Álamos), Gonzalo Rainoldi "El Pájaro" (Técnico de los estudios "El Pie" y futuro guitarrista de la banda Amoeba) y su Hermano "Rocko" Rainoldi futuro baterista de The Tormentos, creador de Los Lenguas, The Niuzz,etc". Entre las mejores tomas de las sesiones de los 2 sábados y las 2 formaciones, se dio forma al disco que se tituló "El Yo Saturado", y tuvo una edición muy corta, motivo por el cual es hoy difícil de hallar. Cabe destacar que ninguno de los miembros habían tocado juntos antes de este proyecto.

## El Yo Saturado
La música es una mezcla de varias influencias, como el after punk y la New wave, mezclado con improvisaciones que remiten inclusive al Kraut Rock alemán de los años setenta y a cierto acercamiento a la Psicodelia.Una curiosidad es que en el disco, Pettinato toca la guitarra eléctrica y se ocupa de las voces, todas en inglés, y su ya característico saxofón queda relegado a un segundo plano.A pesar de tener varios ofrecimientos para tocar en vivo y muy buenos comentarios en revistas especializadas, las obligaciones de Pettinato con su carrera televisiva, hicieron que esto sea imposible y la banda se disolvió poco tiempo después.El disco fue relanzado internacionalmente en el año 2010 por el sello discográfico de Seattle, Dadastic! Sounds.

## Lista de canciones
1. «Joy Division (Three in the morning)»
2. «I Remember»
3. «Bye Bye Harmony»
4. «Cuando sea la Última vez»
5. «Too Much Darkness»
6. «Plastic Tao»
7. «We are the Buildings»
8. «ZZ Top Taxi Driver»
9. «Color Humano»
10. «Los Invasores» (Epílogo)